# Lladura
Die Lladura ist ein kleiner Gebirgsfluss im Süden von Frankreich, der im Département Pyrénées-Orientales der Region Okzitanien westsüdwestlich der Stadt Perpignan verläuft.

## Geografie

### Verlauf
Die Lladura entspringt nahe dem Berggipfel Puig del Pam (2470 m) unter dem Namen Rec de les Carboneres im südwestlichen Gemeindegebiet von Formiguères, etwa 20 Kilometer von der Grenze nach Andorra entfernt. Sie entwässert generell Richtung Nordost durch den Regionalen Naturpark Pyrénées Catalanes in einem gering besiedeltes Gebiet und mündet nach rund 16 Kilometern an der Gemeindegrenze von Formiguères und Réal knapp oberhalb des Stausees Lac de Puyvalador als linker Nebenfluss in die Aude.

### Orte am Fluss
(Reihenfolge in Fließrichtung)
- Refuge de la Lladura, Gemeinde Formiguères
- Iglesieta de Vallsera, Gemeinde Les Angles
- Formiguères
- Réal